# Wu Shih-yi
Wu Shih-yi (født 27. april 1998) er en taiwansk bokser.
Hun repræsenterede Kinesisk Taipei ved Sommer-OL 2020 i Tokyo, hvor hun blev elimineret i ottendedelsfinalen.
Ved sommer-OL 2024 i Paris vandt hun bronze.